# 미국의 제1군단장
미국 제1군단장 혹은 미국 제1군단 사령관은 미국 육군의 제1(I)군단을 통솔하는 지휘관을 가리킨다.

## 역대 군단장
| 사진            | 성명                                             | 취임일           | 이임일           | 참고          |
| --------------- | ------------------------------------------------ | ---------------- | ---------------- | ------------- |
|                 | 소장 헌터 리겟 Hunter Ligett                     | 1918년 1월 20일  | 1918년 10월 11일 | 군단 창설     |
|                 | 소장 조지프 T. 디크먼 Joseph T. Dickman          | 1918년 10월 12일 | 1918년 11월 12일 |               |
|                 | 소장 윌리엄 M. 라이트 William M. Wright          | 1918년 11월 13일 | 1919년 3월 24일  | 군단 동원해제 |
|                 | 소장 찰스 F. 톰프슨 Charles F. Thompson          | 1940년 10월 10일 | 1942년 7월 5일   | 군단 재소집   |
|                 | 중장 로버트 L. 아이클버거 Robert L. Eichelberger | 1942년 7월 6일   | 1944년 8월 19일  |               |
|                 | 소장 이니스 P. 스위프트 Innis P. Swift           | 1944년 8월 20일  | 1945년 11월 14일 |               |
|                 | 소장 로스코 B. 우드러프 Roscoe B. Woodruff       | 1945년 11월 14일 | 1946년 2월 5일   |               |
| 1946년 4월 3일  | 소장 로스코 B. 우드러프 Roscoe B. Woodruff       | 1948년 2월 1일   |                  |               |
|                 | 소장 조지프 M. 스윙 Jospeph M. Swing             | 1948년 2월 2일   | 1949년 1월 27일  |               |
|                 | 중장 존 B. 콜터 John B. Coulter                  | 1949년 2월 15일  | 1950년 3월 19일  |               |
|                 | 중장 윌리엄 B. 킨 William B. Kean                | 1950년 3월 29일  | 1950년 8월 1일   |               |
|                 | 중장 존 B. 콜터 John B. Coulter                  | 1950년 8월 2일   | 1950년 9월 10일  |               |
|                 | 중장 프랭크 W. 밀번 Frank W. Milburn             | 1950년 9월 11일  | 1951년 7월 18일  |               |
|                 | 중장 존 W. 오대니얼 John W. O'Daniel             | 1951년 7월 19일  | 1952년 6월 28일  |               |
|                 | 중장 폴 W. 캔들 Paul W. Kendall                  | 1952년 6월 29일  | 1953년 4월 9일   |               |
|                 | 중장 브루스 C. 클라크 Bruce C. Clarke            | 1953년 4월 10일  | 1953년 10월 13일 |               |
|                 | 중장 블랙셔 M. 브라이얀 Blackshear M. Bryan      | 1953년 10월 29일 | 1954년 7월 12일  |               |
|                 | 중장 존 H. 콜리어 John H. Collier                | 1954년 7월 13일  | 1955년 6월 25일  |               |
|                 | 중장 로버트 M. 몬터규 Robert M. Montague         | 1955년 6월 26일  | 1956년 10월 14일 |               |
|                 | 중장 아서 G. 트루도 Arthur G. Trudeau            | 1956년 10월 16일 | 1958년 2월 3일   |               |
|                 | 중장 토머스 J. H. 트래프넬 Thomas J. H. Trapnell | 1958년 2월 4일   | 1959년 8월 14일  |               |
|                 | H. P. 스토크 H. P. Storke                        | 1959년 8월 15일  | 1960년 7월 16일  |               |
|                 | 중장 존 L. 라이언 주니어 John L. Ryan Jr.        | 1960년 7월 17일  | 1961년 8월 15일  |               |
|                 | 중장 H. H. 피셔 H. H. Fischer                    | 1961년 8월 16일  | 1962년 8월 19일  |               |
|                 | 중장 휴 P. 해리스 Hugh P. Harris                 | 1962년 11월 6일  | 1963년 12월 2일  |               |
|                 | 중장 시어도어 J. 콘웨이 Theodore J. Conway[*]    | 1963년 12월 3일  | 1963년 12월 10일 |               |
|                 | 중장 토머스 W. 던 Thomas W. Dunn[*]              | 1963년 12월 11일 | 1964년 12월 18일 |               |
|                 | 중장 시어도어 J. 콘웨이 Theodore J. Conway[*]    | 1964년 12월 19일 | 1965년 2월 14일  |               |
|                 | 중장 에드거 C. 돌먼 Edgar C. Doleman[*]          | 1965년 2월 14일  | 1965년 7월 15일  |               |
|                 | 중장 존 A. 해인테스 John A. Heintges             | 1965년 8월 1일   | 1965년 11월 5일  |               |
|                 | 중장 찰스 W. G. 리치 Charles W. G. Rich[*]       | 1965년 7월 16일  | 1965년 7월 31일  |               |
| 1965년 11월 7일 | 중장 찰스 W. G. 리치 Charles W. G. Rich[*]       | 1965년 11월 30일 |                  |               |
|                 | 중장 앤드루 J. 보일 Andrew J. Boyle[*]           | 1965년 12월 1일  | 1967년 5월 30일  |               |
|                 | 중장 해리 H. 크리츠 Harry H. Critz               | 1967년 6월 1일   | 1968년 7월 14일  |               |
|                 | 중장 윌리엄 P. 야버러 William P. Yarborough[*]   | 1968년 7월 15일  | 1970년 7월 26일  |               |
|                 | 중장 패트릭 F. 캐시디 Patrick F. Cassidy         | 1969년 8월 8일   | 1970년 7월 26일  |               |
|                 | 중장 에드워드 L. 로니 Edward L. Rowny            | 1970년 7월 27일  | 1971년 7월 4일   |               |
|                 | 중장 글렌 D. 워커 Glenn D. Walker                | 1971년 7월 12일  | 1972년 7월 31일  |               |
|                 | 중장 리처드 T. 놀스 Richard T. Knowles           | 1972년 8월 1일   | 1973년 7월 17일  |               |
|                 | 중장 제임스 F. 홀롱즈워스 James F. Hollongsworth | 1973년 7월 18일  | 1976년 2월 11일  |               |
|                 | 중장 존 H. 쿠시먼 John H. Cushman                | 1976년 2월 12일  | 1978년 2월 9일   |               |
|                 | 중장 M. 코일러 로스 M. Collier Ross[*]           | 1978년 2월 27일  | 1979년 12월 12일 |               |
|                 | 중장 유진 P. 포레스터 Eugene P. Forrester        | 1979년 12월 14일 | 1980년 3월 13일  |               |
|                 | 중장 존 N. 브랜든버그 John N. Brandenburg        | 1981년 10월 1일  | 1984년 5월 31일  |               |
|                 | 중장 조지프 T. 팔라스트라 Joseph T. Palastra     | 1984년 7월 3일   | 1986년 6월 9일   |               |
|                 | 중장 H. 노먼 슈워츠코프 H. Norman Schwarzkopf    | 1986년 6월 10일  | 1987년 7월 26일  |               |
|                 | 중장 윌리엄 H 해리슨 William Hardin Harrison     | 1987년 7월 27일  | 1989년 8월 2일   |               |
|                 | 중장 캘빈 A. H. 월러 Calvin A. H. Waller         | 1989년 8월 3일   | 1990년 11월 14일 |               |
|                 | 소장 토머스 H. 테이트 Thomas H. Tait             | 1990년 11월 14일 | 1991년 3월 25일  |               |
|                 | 중장 캘빈 A. H. 월러 Calvin A. H. Waller         | 1991년 3월 25일  | 1991년 9월 20일  |               |
|                 | 소장 폴 R. 슈워츠 Paul R. Schwartz[*]            | 1991년 9월 20일  | 1991년 10월 17일 |               |
|                 | 소장 컬럼버스 M. 웜블 Columbus M. Womble[*]      | 1991년 10월 17일 | 1991년 11월 15일 |               |
|                 | 중장 카먼 J. 카베자 Carmen J. Cavezza[*]         | 1991년 11월 15일 | 1994년 7월 8일   |               |
|                 | 소장 윌리엄 M. 매츠, Jr. William M. Matz, Jr.    | 1994년 7월 8일   | 1994년 8월 3일   |               |
|                 | 중장 카일 글렌 마시 Caryl Glenn Marsh            | 1994년 8월 3일   | 1996년 12월 6일  |               |
|                 | 중장 G. A. 크로커 G. A. Crocker                  | 1996년 12월 6일  | 1999년 9월 30일  |               |
|                 | 중장 제임스 T. 힐 James T. Hill                  | 1999년 9월 30일  | 2002년 8월 12일  |               |
|                 | 중장 에드워드 소리아노 Edward Soriano            | 2002년 8월 12일  | 2004년 11월 3일  |               |
|                 | 중장 제임스 M. 듀빅 James M. Dubik               | 2004년 11월 3일  | 2007년 4월 30일  |               |
|                 | 중장 윌리엄 J. 트로이 William J. Troy            | 2007년 4월 30일  | 2007년 6월 15일  |               |
|                 | 중장 찰스 H. 저코비 Jr. Charles H. Jacoby Jr.[*] | 2007년 6월 16일  | 2009년 3월 10일  |               |
|                 | 중장 제프 W. 매시스 3세 Jeff W. Mathis III       | 2009년 3월 11일  | 2010년 3월 16일  |               |
|                 | 중장 찰스 H. 저코비 Jr. Charles H. Jacoby Jr.[*] | 2010년 3월 17일  | 2010년 6월 8일   |               |
|                 | 중장 존 D. 존슨 John D. Johnson                  | 2010년 10월 14일 | 2010년 9월 6일   |               |
|                 | 중장 커티스 M. 스캐퍼로티 Curtis M. Scaparrotti  | 2010년 10월 15일 | 2012년 7월 3일   |               |
|                 | 중장 로버트 브룩스 브라운 Robert B. Brown        | 2012년 7월 3일   | 2014년 2월 6일   |               |
|                 | 중장 스테판 R. 란자 Stephen R. Lanze             | 2014년 2월 6일   | 2017년 4월 3일   |               |
|                 | 중장 게리 J. 볼레스키 Gary J. Volesky            | 2017년 4월 3일   | 현재             |               |